# راسيل ويلسون
راسيل ويلسون (بالإنجليزية: Russell Wilson)‏ (و. 1988  م) هو لاعب كرة قدم أمريكية، من الولايات المتحدة، ولد في ريتشموند، يلعب كظهير ربعي.

## التعليم
تعلم في جامعة ويسكونسن-ماديسون، وجامعة ولاية كارولاينا الشمالية.

## الحياة الشخصية
راسيل ويلسون هو شقيق لاعبة كرة السلة آنا ويلسون. بالإضافة إلى آنا، لديه شقيق آخر، هاريسون ويلسون الرابع، الذي لعب كرة القدم الجامعية وبيسبول الجامعة لصالح فريق جامعة ريتشموند.

## روابط خارجية
- راسيل ويلسون على موقعبيزبول رفرنس.كوم (الدوري الثانوي) (الإنجليزية)
- راسيل ويلسون على موقع مشجعي الرسوم البيانية (الإنجليزية)
- راسيل ويلسون على موقع إي إس بي إن.كوم (أن.أف.أل)3
- راسيل ويلسون على موقع مرجع كرة القدم المحترفة.كوم (الإنجليزية)
- راسيل ويلسون على موقع كلية كرة القدم في سبورتس رفرنس.كوم (الإنجليزية)